# Iniquis afflictisque
Iniquis afflictisque est une encyclique du pape Pie XI, publiée le 18 novembre 1926, qui alerte l'univers de la persécution de l'Église catholique au Mexique. Le ton de l'encyclique est d'une véhémence particulière, demandant l'intervention de Dieu « pour y remédier, dans un tel accablement de maux. Nous disons bien : dans un tel accablement de maux, attendu que déjà par le passé se sont acharnés et s'acharnent encore aujourd'hui contre Nos très chers fils du Mexique d'autres fils, mais déserteurs, ceux-là, de la milice du Christ, et en rupture avec leur Père commun. »
Le document sera suivi par deux autres encycliques sur le même thème : Acerba animi (en) en 1932 et Firmissimam constantiam (it) en 1936.

## Source
- (it) Cet article est partiellement ou en totalité issu de l’article de Wikipédia en italien intitulé « Iniquis Afflictisque » (voir la liste des auteurs).